# Symphonie no 1 d'Elgar
Pour les articles homonymes, voir Symphonie no 1.

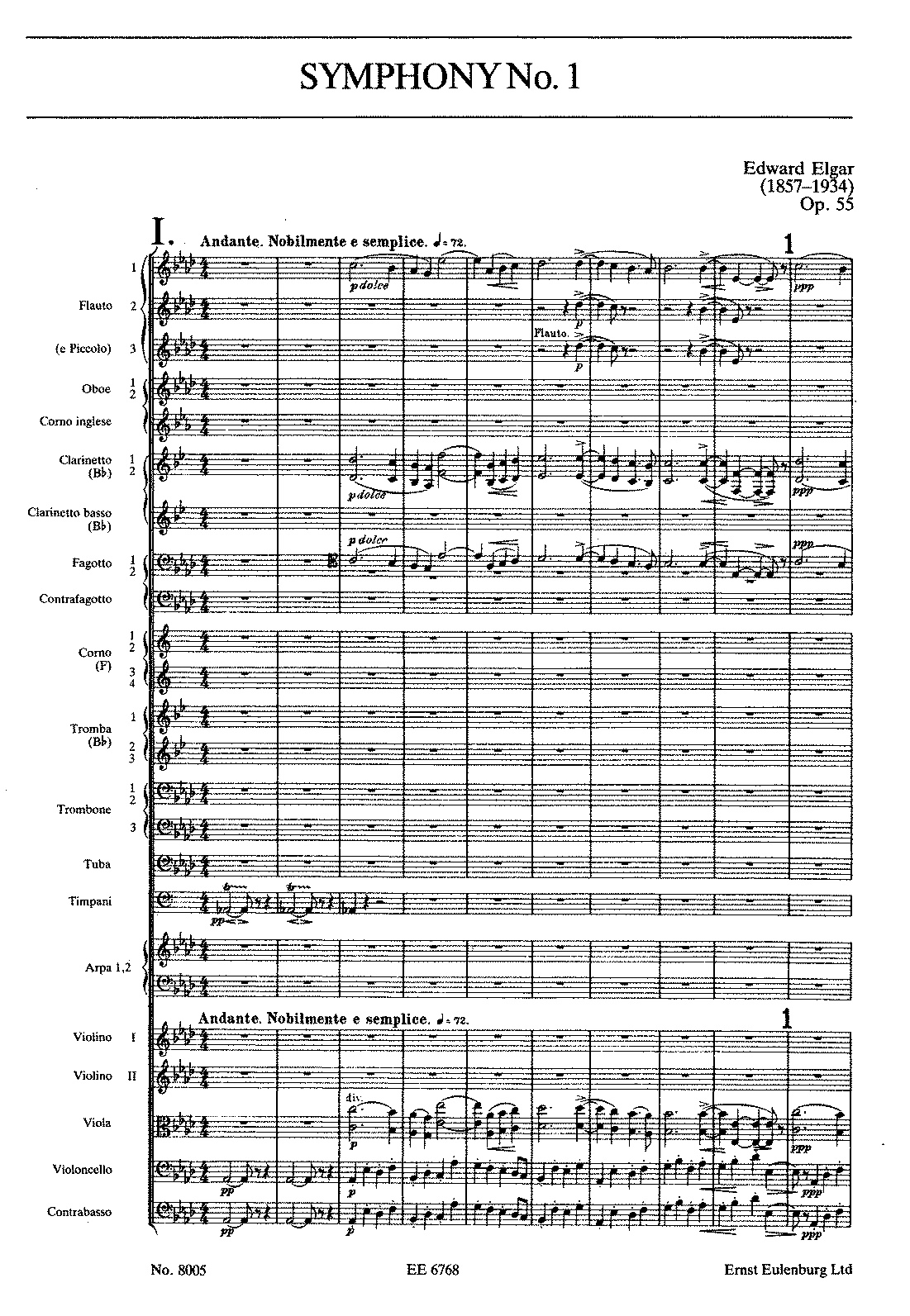
Partition.

La Symphonie no 1 en la bémol majeur op. 55 a été écrite par Edward Elgar en 1907.
Le compositeur projetait dès 1898 d'écrire une symphonie à programme sur la vie du général victorien Charles Gordon, mais abandonna peu à peu cette idée pour écrire une partition purement musicale. Il s'agit de la première de ses trois symphonies (la troisième n'existant qu'à l'état d'esquisses).
Elle a été créée le 3 décembre 1908 sous la direction de Hans Richter, conduisant le Hallé Orchestra à Manchester et fut d'emblée un triomphe public, avec plus de 80 représentations durant la première année. Richter la qualifia de « plus grande symphonie des temps modernes » et la compara volontiers à celles de Ludwig van Beethoven. Arthur Nikisch l'appelait également « La cinquième symphonie de Brahms » (en référence à la « Dixième de Beethoven », surnom qu'il donnait à la première symphonie de Brahms).
On note qu'elle est composée sur deux tonalités : la bémol majeur pour l'introduction et le final, ré mineur pour les deux mouvements intermédiaires. Cette structure, peu habituelle, serait le résultat d'un pari du musicien avec un ami d'après le chef d'orchestre Adrian Boult, et de manière moins anecdotique, révèle le double caractère, serein et majestueux pour la première tonalité, plus tourmenté pour la seconde, de sa symphonie.
Elle comporte quatre mouvements :
1. Andante. Nobilmente e semplice – allegro
2. Allegro molto
3. Adagio
4. Lento - Allegro

L'effectif orchestral comporte 3 flûtes (3e flûte/piccolo), 3 hautbois, 3 clarinettes, 3 bassons ; 4 cors, 3 trompettes, 3 trombones, 1 tuba, timbales, percussions, 2 harpes et cordes.
La durée d'exécution est d'environ 50 minutes.
Un thème du premier mouvement a été repris dans le film Le Mystère du lapin-garou.